# Aleksiej Rogow
Aleksiej Gawriłowicz Rogow (ros. Алексей Гаврилович Рогов, ur. 3 marca?/15 marca 1886 we wsi Durasowo w guberni penzeńskiej, zm. 1950 w Moskwie) – ludowy komisarz komunikacji drogowej RFSRR (1918).

## Życiorys
Od 1903 członek SDPRR, bolszewik, w listopadzie 1905 aresztowany, w maju 1906 zbiegł, później ponownie aresztowany, 1909 zbiegł. W 1912 aresztowany i skazany na katorgę, 19 marca 1917 amnestionowany po rewolucji lutowej, od 1917 członek Środkowosyberyjskiego Obwodowego Biura SDPRR(b), członek sztabu Czerwonej Gwardii w Krasnojarsku, przewodniczący Głównego Komitetu Związku Kolejarzy Kolei Tomskiej. Od 1917 do stycznia 1918 członek Zgromadzenia Ustawodawczego, 1918 przewodniczący Wszechrosyjskiego Komitetu Wykonawczego Kolejarzy, od 24 lutego do 9 maja 1918 ludowy komisarz komunikacji drogowej RFSRR, od maja 1918 szef Wydziału Normowania Ludowego Komisariatu Komunikacji Drogowej RFSRR. Żołnierz Armii Czerwonej, od października 1922 członek KC Związku Kolejarzy, później pracownik Ludowego Komisariatu Handlu Zagranicznego ZSRR i Najwyższej Rady Gospodarki Narodowej ZSRR, od 1936 na emeryturze. Pochowany na Cmentarzu Nowodziewiczym.